# Buccipagoda
Buccipagoda is een geslacht van weekdieren uit de klasse van de Gastropoda (slakken).

## Soorten
- Buccipagoda bathybius (Bouchet & Warén, 1986)
- Buccipagoda bonaespei (Barnard, 1963)
- Buccipagoda kengrahami (Ponder, 1982)